# Атласчі (футбольний клуб)
Футбольний Клуб «Атласчі» (Ургенч) або просто «Атласчі» (узб. Атласчи футбол клуби) — професіональний узбецький футбольний клуб з міста Маргілан, в Ферганській області.

## Історія
Футбольний клуб Атласчі був заснований в Маргілан в 1991 році. У 1992 році почав виступ у Першій лізі чемпіонату Узбекистану. У 1993 році став переможцем турніру і пробився у Вищу лігу. А також досяг півфіналу Кубка Узбекистану.
У 1994-1998 роках виступав у Вищій лізі, де найвищим досягненням клубу став 7-е місце в сезоні 1995 року.
У 1997 році вибув у Першу лігу. А в наступному сезоні покинув Першу лігу.
У 2010 році клуб повернувся до Першої ліги, а в 2012 році зайняв 12-те місце в зоні «Схід» та вибув до Другої ліги.

## Досягнення
- Перша ліга Чемпіонату Узбекистану
  -  Чемпіон (1): 1993

- Чемпіонат Узбекистану
  - 7-ме місце: 1995

- Кубок Узбекистану:
  - 1/2 фіналу: 1993

## Відомі гравці
- / Шавкат Абдурахманов
- / Шикмат Єргашев
- Олександр Писарьов
- Олексій Рибаков
- / Рінат Урмеєв

## Тренери
...
- 1995–1996:  Авшат Абдулін
- 1997–09.1997:  Усманджон Аскаралієв
- 09.1997–12.1997:  Валерій Василенко

...
- 2010–...:  Салім Закіров